# Брајан Алварез
Брајан Алварез (шп. Bryan Alvaréz; 4. септембар 1999) костарикански је пливач чија специјалност су трке делфин стилом на 100 и 200 метара.

## Спортска каријера
Међународну спортску каријеру започео је учешћем на светском јуниорском првенству у Сингапуру 2015, а годину дана касније дебитовао је и у сениорској конкуренцији такмичећи се на светском првенству у малим базенима у канадском Виндзору.
На светским првенствима у великим базенима дебитовао је у Будимпешти 2017. где је наступио у обе појединачне спринтерске трке делфин стилом — на 50 делфин заузео је 47. место уз лични рекорд, док је на дупло дужој деоници заузео тек 59. место. Сличне резултате остварио је и две године касније у корејском Квангџуу 2019. где такође није успео да прође квалификационе трке. На 100 делфин је заузео 54, а на 200 делфин 43. место.
Најбоље резултате у каријери остварио је на Панамеричким играма 2019. у Лими где му је најбољи резултат било полуфинале и тринаесто место у трци на 100 делфин, уз лични рекорд.